# Canal de Moscou

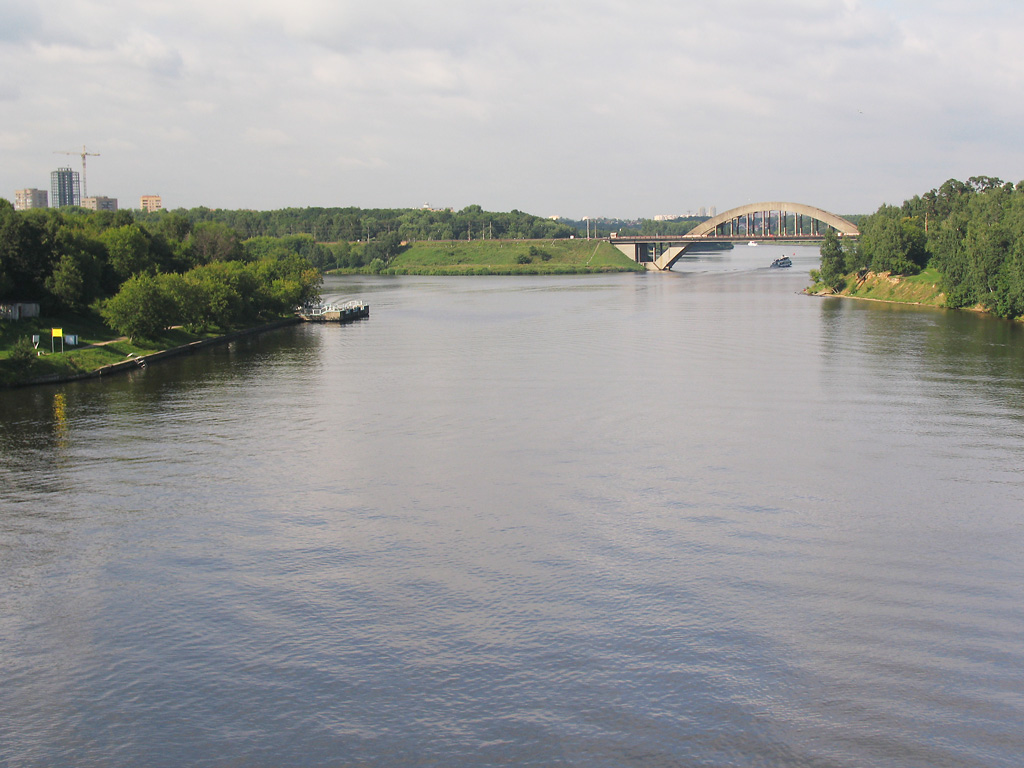
Khimkinski bridge of Oktyabrskaya Railway over Moscow Canal

O canal Moscou-Volga ou canal Moscovo-Volga, ou mais simplesmente canal de Moscou / canal de Moscovo (em russo:  Канал имени Москвы), é um canal fluvial navegável que corre de norte para sul, entre o rio Volga e o rio Moscou, ligando a cidade de Dubna à capital russa. A sua extensão é de 128 km. Foi inaugurado por Josef Stalin, em 15 de julho de 1937.
O canal tem grande importância em abastecimento de Moscou por água (a economia da cidade recebe do canal 0,9 biliões m3 de água por ano) e em transportação de materiais de construção. A obra contém mais de 240 construções hidrotécnicas.